# État-major particulier du président de la République française
Pour les articles homonymes, voir EMP.
L'état-major particulier du président de la République française (EMP), auparavant appelé maison militaire, secrétariat général militaire ou cabinet militaire du président de la République, est un état-major servant d'interface entre le président de la République et les forces armées. Le Premier ministre et le ministre des Armées disposent quant à eux d'un cabinet militaire. Le général d'armée Fabien Mandon est le chef de l'état-major particulier depuis le 1er mai 2023. À compter du 1er septembre 2025, il s'agira du général Vincent Giraud.

## Organisation
Sous la Ve République, cette structure est placée sous l'autorité d'un officier général (général d'armée, général d'armée aérienne ou amiral), qui porte le titre de chef de l'état-major particulier du président de la République (CEMP). Il est secondé par des officiers supérieurs ou généraux de chaque armée (terre, air, mer) et des services interarmées (Service du commissariat des armées et Service de santé des armées). Les aides de camp du président lui sont en outre rattachés.

## Chefs d'état-major particulier du président de la République

### Adjoints au chef d'état-major particulier

#### AdjointTerre
| Grade au moment de la nomination | Nom               | Arrêté ou décision de nomination | Arrêté ou décision de nomination | Chef d'état-major particulier | Président         |
| -------------------------------- | ----------------- | -------------------------------- | -------------------------------- | ----------------------------- | ----------------- |
| colonel                          | Didier Castres    | 29 juillet 2005                  | [ a ]                            | Jean-Louis Georgelin          | Jacques Chirac    |
| colonel                          | Didier Castres    | 24 mai 2007                      | [ b ]                            | Édouard Guillaud              | Nicolas Sarkozy   |
| colonel                          | Éric Bucquet      | 8 juillet 2009                   | [ c ]                            | Édouard Guillaud              | Nicolas Sarkozy   |
| colonel                          | Éric Bucquet      | 17 mai 2012                      | [ d ]                            | Benoît Puga                   | François Hollande |
| colonel                          | Pierre Schill     | 20 août 2012                     | [ e ]                            | Benoît Puga                   | François Hollande |
| colonel                          | Pierre Schill     | 22 mai 2017                      | [ f ]                            | Bernard Rogel                 | Emmanuel Macron   |
| colonel                          | Valéry Putz       | 21 juillet 2017                  | [ g ]                            | Bernard Rogel                 | Emmanuel Macron   |
| colonel                          | Valéry Putz       | 21 juillet 2017                  | [ g ]                            | Jean-Philippe Rolland         | Emmanuel Macron   |
| colonel                          | Jean de Monicault | 1er juillet 2021                 | [ h ]                            |                               | Emmanuel Macron   |
| colonel                          | Jean de Monicault | 1er mai 2023                     | [ h ]                            | Fabien Mandon                 | Emmanuel Macron   |

#### AdjointMarine
| Grade au moment de la nomination | Nom                  | Arrêté ou décision de nomination | Arrêté ou décision de nomination | Chef d'état-major particulier | Président         |
| -------------------------------- | -------------------- | -------------------------------- | -------------------------------- | ----------------------------- | ----------------- |
| capitaine de vaisseau            | François-Xavier Blin | 9 juin 2014                      | [ i ]                            | Benoît Puga                   | François Hollande |
| capitaine de vaisseau            | François-Xavier Blin | 22 mai 2017                      | [ f ]                            | Bernard Rogel                 | Emmanuel Macron   |
| capitaine de vaisseau            | Jacques Fayard       | 21 juillet 2017                  | [ g ]                            | Bernard Rogel                 | Emmanuel Macron   |
| capitaine de vaisseau            | Nicolas Lambropoulos | 15 juillet 2020                  | [ j ]                            | Bernard Rogel                 | Emmanuel Macron   |
| capitaine de vaisseau            | Nicolas Lambropoulos | 15 juillet 2020                  | [ j ]                            | Jean-Philippe Rolland         | Emmanuel Macron   |
| capitaine de vaisseau            | Nicolas Lambropoulos | 1er mai 2023                     | [ k ]                            | Fabien Mandon                 | Emmanuel Macron   |
| capitaine de vaisseau            | Damien Appriou       | 1er aout 2023                    | [ k ]                            | Fabien Mandon                 | Emmanuel Macron   |

#### AdjointAir
| Grade au moment de la nomination | Nom               | Arrêté ou décision de nomination | Arrêté ou décision de nomination | Chef d'état-major particulier | Président       |
| -------------------------------- | ----------------- | -------------------------------- | -------------------------------- | ----------------------------- | --------------- |
| colonel                          | Frédéric Parisot  | 22 mai 2017                      |                                  | Bernard Rogel                 | Emmanuel Macron |
| colonel                          | Fabien Mandon     | 1er juillet 2017                 | [ l ]                            | Bernard Rogel                 | Emmanuel Macron |
| colonel                          | Pierre Réal       | 1er août 2019                    | [ m ]                            | Bernard Rogel                 | Emmanuel Macron |
| colonel                          | Pierre Réal       | 1er août 2019                    | [ m ]                            | Jean-Philippe Rolland         | Emmanuel Macron |
| colonel                          | Olivier Kaladjian | 25 août 2022                     | [ n ]                            | Jean-Philippe Rolland         | Emmanuel Macron |
| colonel                          | Olivier Kaladjian | 1er mai 2023                     | [ n ]                            | Fabien Mandon                 | Emmanuel Macron |

#### AdjointCommissariat des armées
| Président           | Chef d'état-major particulier     | Grade au moment de la nomination              | Nom                           | Arrêté ou décision de nomination | Arrêté ou décision de nomination |
| ------------------- | --------------------------------- | --------------------------------------------- | ----------------------------- | -------------------------------- | -------------------------------- |
| François Mitterrand | Jacques Lanxade                   | commissaire en chef de 2e classe de la Marine | Pierre Laroche                |                                  | [ o ]                            |
| François Mitterrand | Christian Quesnot                 | commissaire principal de la Marine            | Antoine d'Elloy de Bonninghen | 29 avril 1991                    | [ o ]                            |
| Jacques Chirac      | Christian Quesnot                 | commissaire en chef de la Marine              | Antoine d'Elloy de Bonninghen | 24 mai 1995                      | [ p ]                            |
| Jacques Chirac      | Christian Quesnot                 | commissaire en chef de la Marine              | Jean-Marc Lefranc             | 18 août 1995                     | [ q ]                            |
| Jacques Chirac      | Jean-Luc Delaunay                 | commissaire en chef de la Marine              | Jean-Marc Lefranc             | 18 août 1995                     | [ q ]                            |
| Jacques Chirac      | Henri Bentégeat                   | commissaire en chef de la Marine              | Serge Peron                   | 8 août 2000                      | [ r ]                            |
| Jacques Chirac      | Jean-Louis Georgelin              | commissaire en chef de la Marine              | Bruno de la Follye de Joux    | 1er septembre 2003               | [ s ]                            |
| Jacques Chirac      | Jean-Louis Georgelin              | commissaire en chef de la Marine              | Marin Pelletier Doisy         | 4 juin 2004                      | [ t ]                            |
| Jacques Chirac      | Édouard Guillaud                  | commissaire en chef de la Marine              | Marin Pelletier Doisy         | 4 juin 2004                      | [ t ]                            |
| Nicolas Sarkozy     | 24 mai 2007                       | commissaire en chef de la Marine              | Marin Pelletier Doisy         | [ b ]                            |                                  |
| Nicolas Sarkozy     | commissaire en chef de la Marine  | Philippe Jacob                                | 23 juillet 2007               | [ u ]                            |                                  |
| Nicolas Sarkozy     | commissaire en chef de la Marine  | Philippe Jacob                                | 23 juillet 2007               | [ u ]                            | Benoît Puga                      |
| Nicolas Sarkozy     | commissaire en chef de 1re classe | Bernard Abbo                                  | 25 juillet 2011               | [ v ]                            |                                  |
| François Hollande   | commissaire en chef de 1re classe | Bernard Abbo                                  | 17 mai 2012                   | [ d ]                            |                                  |
| François Hollande   | commissaire en chef de 2e classe  | Jérôme Theillier                              | 18 mai 2015                   | [ w ]                            |                                  |
| François Hollande   | commissaire en chef de 2e classe  | Jérôme Theillier                              | 18 mai 2015                   | [ w ]                            | Bernard Rogel                    |
| Emmanuel Macron     | commissaire en chef de 1re classe | Jérôme Theillier                              | 22 mai 2017                   | [ f ]                            |                                  |
| Emmanuel Macron     | Jean-Philippe Rolland             | commissaire en chef de 1re classe             | Jean Le Roch                  | 28 juillet 2020                  | [ x ]                            |
| Emmanuel Macron     | Fabien Mandon                     | commissaire en chef de 1re classe             | Jean Le Roch                  | 1er mai 2023                     | [ x ]                            |
| Emmanuel Macron     | Fabien Mandon                     | commissaire en chef de 1re classe             | Christophe David              | 24 juin 2024                     | [ y ]                            |

### Médecin-chef de la présidence (Service de santé des armées)
| Président                | Grade au moment de la nomination | Nom                       | Date et décret de nomination | Date et décret de nomination |
| ------------------------ | -------------------------------- | ------------------------- | ---------------------------- | ---------------------------- |
| Charles de Gaulle        |                                  | André Lichtwitz           |                              |                              |
| Georges Pompidou         |                                  |                           |                              |                              |
| Valéry Giscard d'Estaing |                                  |                           |                              |                              |
| François Mitterrand      | Médecin général                  | Claude Kalfon             | 1981                         |                              |
| Jacques Chirac           | Médecin général                  | Claude Kalfon             | 24 mai 1995                  | [ p ]                        |
| Jacques Chirac           | Médecin Général                  | Jack Dorol                | 1er août 2001                | [ z ]                        |
| Nicolas Sarkozy          | Médecin Général                  | Jack Dorol                | 24 mai 2007                  | [ b ]                        |
| Nicolas Sarkozy          | Médecin en chef                  | Christophe Fernandez      | 15 janvier 2008              | [ aa ]                       |
| Nicolas Sarkozy          | Médecin en chef                  | Sergio Albarello          | 15 décembre 2010             | [ ab ]                       |
| François Hollande        | Médecin en chef                  | Sergio Albarello          | 17 mai 2012                  | [ d ]                        |
| François Hollande        | Médecin en chef                  | Jean-Christophe Perrochon | 1er décembre 2014            | [ ac ]                       |
| Emmanuel Macron          | Médecin en chef                  | Jean-Christophe Perrochon | 22 mai 2017                  | [ f ]                        |

### Aides de camp
Le président de la République, en tant que chef des armées, bénéficie d'aides de camp issus de chaque armée (terre, air, mer). Sous la présidence de Charles de Gaulle, ils étaient au nombre de trois ; de Georges Pompidou à Jacques Chirac, ils sont deux, nombre ramené à trois par Nicolas Sarkozy en  2007 et inchangé sous François Hollande et Emmanuel Macron.
Les aides de camp suivent le président dans tous ses déplacements, qu'il soit à caractère civil ou militaire, public ou privé,,, sur le territoire national ou à l'étranger et dorment dans une chambre à proximité de celle du président. Leur mission la plus visible est de transporter la mallette liée à l'utilisation de l'arme nucléaire ; on peut aussi les apercevoir lorsqu'ils déposent le discours du président sur le pupitre à son arrivée. Dans les cérémonies militaires, ils guident le président en lui indiquant le chemin à suivre ; en outre, ils tiennent une note avec inscrites les phrases protocolaires lors des remises d'insignes et de décorations. Ils sont également chargés de préparer les déplacements du président et de s'occuper de son emploi du temps.
Lors des déplacements, l'aide de camp est placé à l'avant de la voiture présidentielle, à la place dite du « mort »,.
Le signe distinctif des aides de camp est le port des aiguillette et ferrets dorés ou argentés à l'épaule droite.

#### Armée de terre (depuis1958)
| Président                | Grade au moment de la nomination | Nom                            | Date et décret de nomination   | Date et décret de nomination |
| ------------------------ | -------------------------------- | ------------------------------ | ------------------------------ | ---------------------------- |
| Charles de Gaulle        |                                  | Jean Martin d'Escrienne        | 1966-1969                      | [ 11 ]                       |
| Georges Pompidou         |                                  |                                |                                |                              |
| Valéry Giscard d'Estaing |                                  |                                |                                |                              |
| François Mitterrand      | Lieutenant-colonel               | Philippe Mercier               | juin 1981                      | [ 12 ]                       |
| François Mitterrand      |                                  | juillet 1983                   |                                |                              |
| François Mitterrand      | Lieutenant-colonel               | Jean-Pierre Meyer              | 1988                           |                              |
| François Mitterrand      | Lieutenant-colonel               | Thierry Cambournac             | 26 juin 1991                   | [ ad ]                       |
| François Mitterrand      | Lieutenant-colonel               | Peer de Jong                   | 24 mai 1994                    | [ ae ]                       |
| Jacques Chirac           | Lieutenant-colonel               | Peer de Jong                   | 24 mai 1995                    | [ p ]                        |
| Jacques Chirac           | Lieutenant-colonel               | François Labuze                | 18 juin 2003                   | [ 13 ]                       |
| Nicolas Sarkozy          | Lieutenant-colonel               | François Labuze                | 24 mai 2007                    | [ af ]                       |
| Nicolas Sarkozy          | Lieutenant-colonel               | Patrick Steiger                | 31 mai 2007                    | [ ag ]                       |
| Nicolas Sarkozy          | Lieutenant-colonel               | Jean Laurentin Damien Wallaert | 1er août 2009 1er octobre 2009 | [ ah ] [ ai ]                |
| François Hollande        | Lieutenant-colonel               | Yann Latil                     | 17 mai 2012                    | [ aj ]                       |
| François Hollande        | Lieutenant-colonel               | Arnaud Guerry                  | 1er juin 2015                  | [ ak ]                       |
| Emmanuel Macron          | Lieutenant-colonel               | Arnaud Guerry                  | 22 mai 2017                    | [ f ]                        |
| Emmanuel Macron          | Lieutenant-colonel               | Vincent Minguet                | 1er juin 2018                  | [ al ]                       |
| Emmanuel Macron          | Lieutenant-colonel               | Cédric Lavisse                 | 1er juillet 2021               | [ am ]                       |
| Emmanuel Macron          | Lieutenant-colonel               | Antoine Burtin                 | 1er juin 2024                  | [ an ]                       |

#### Marine et Air (1969-2007)
Nota : de 1969 à 2007, les aides de camp sont au nombre de deux : un est toujours issu de l'Armée de terre, le second étant alternativement choisi dans l'Armée de l'air et la Marine nationale.
| Président                | Armée            | Grade au moment de la nomination | Nom              | Date et décret de nomination | Date et décret de nomination |
| ------------------------ | ---------------- | -------------------------------- | ---------------- | ---------------------------- | ---------------------------- |
| Georges Pompidou         |                  |                                  |                  |                              |                              |
| Valéry Giscard d'Estaing |                  |                                  |                  |                              |                              |
| François Mitterrand      | Armée de l'air   | Lieutenant-colonel               | Philippe Mechain |                              | [ ao ]                       |
| François Mitterrand      | Marine nationale | Capitaine de frégate             | Yann Tainguy     | 23 octobre 1991              | [ ao ]                       |
| François Mitterrand      | Armée de l'air   | Lieutenant-colonel               | Xavier Laure     | 25 octobre 1994              | [ ap ]                       |
| Jacques Chirac           | Armée de l'air   | Lieutenant-colonel               | Xavier Laure     | 24 mai 1995                  | [ p ]                        |
| Jacques Chirac           | Marine nationale | Capitaine de frégate             | Benoît Lugan     | 28 mai 1998                  | [ aq ]                       |
| Jacques Chirac           | Armée de l'air   | Lieutenant-colonel               | Joël Rode        | 15 juin 2001                 | [ ao ]                       |
| Jacques Chirac           | Marine nationale | Capitaine de frégate             | Thierry Durteste | 12 juin 2004                 | [ ar ]                       |
| Nicolas Sarkozy          | Marine nationale | Capitaine de frégate             | Thierry Durteste | 24 mai 2007                  | [ b ]                        |

#### Armée de l'air (depuis2007)
| Président         | Grade au moment de la nomination | Nom             | Date et décret de nomination | Date et décret de nomination |
| ----------------- | -------------------------------- | --------------- | ---------------------------- | ---------------------------- |
| Nicolas Sarkozy   | Lieutenant-colonel               | Siegfried Usal  | 2 août 2007                  | [ as ]                       |
| François Hollande | Lieutenant-colonel               | Patrice Morand  | 17 mai 2012                  | [ d ]                        |
| François Hollande | Lieutenant-colonel               | Patrice Hugret  | 17 juillet 2013              | [ at ]                       |
| François Hollande | Lieutenant-colonel               | Yannick Desbois | 11 juillet 2016              | [ au ]                       |
| Emmanuel Macron   | Lieutenant-colonel               | Yannick Desbois | 22 mai 2017                  | [ f ]                        |
| Emmanuel Macron   | Lieutenant-colonel               | Hugues Fouquet  | 6 juillet 2020               | [ av ]                       |

#### Marine nationale (depuis2007)
Nota : l'amiral François Flohic est un des aides de camp de Charles de Gaulle de 1959 à 1964.
| Président         | Grade au moment de la nomination | Nom | Date et décret de nomination | Date et décret de nomination |
| ----------------- | --- | --- | --- | ---------------------------- |
| Nicolas Sarkozy   | Capitaine de frégate | Thierry Durteste | 24 mai 2007 | [ b ]                        |
| Nicolas Sarkozy   | Capitaine de frégate | Éric Malbrunot | 5 novembre 2007 | [ aw ]                       |
| Nicolas Sarkozy   | Capitaine de frégate | Philippe Le Gac | 1er avril 2009 | [ ax ]                       |
| Nicolas Sarkozy   | Il n'y a pas d'aide de camp issu de la Marine nationale entre le 1er août 2009 et le 16 mai 2012 : Philippe Le Gac est remplacé par le colonel (terre) Jean Laurentin. | Il n'y a pas d'aide de camp issu de la Marine nationale entre le 1er août 2009 et le 16 mai 2012 : Philippe Le Gac est remplacé par le colonel (terre) Jean Laurentin. | Il n'y a pas d'aide de camp issu de la Marine nationale entre le 1er août 2009 et le 16 mai 2012 : Philippe Le Gac est remplacé par le colonel (terre) Jean Laurentin. | [ ah ]                       |
| François Hollande | Capitaine de frégate | Éric Lavault | 17 mai 2012 | [ aj ]                       |
| François Hollande | Capitaine de frégate | Amaury Desrivières | 17 juillet 2015 | [ ay ]                       |
| Emmanuel Macron   | Capitaine de frégate | Amaury Desrivières | 22 mai 2017 | [ f ]                        |
| Emmanuel Macron   | Capitaine de frégate | Charles Loy | 2 juillet 2019 | [ az ]                       |
| Emmanuel Macron   | Capitaine de frégate | François-Olivier Corman | 16 juin 2022 | [ ba ]                       |